# Tongas riksvapen
I Tongas riksvapen finns det tre stjärnor som representerar de tre största ögrupperna, kronan - symbol för kungariket, de tre svärden - en hyllning till de tre dynastier som regerat på öarna - och en fredsduva. Valspråket betyder ungefärligen "Gud och Tonga är min arvedel".